# Paratrigonidium darevskii
Paratrigonidium darevskii är en insektsart som först beskrevs av Andrej Vasiljevitj Gorochov 1987.  Paratrigonidium darevskii ingår i släktet Paratrigonidium och familjen syrsor. Inga underarter finns listade i Catalogue of Life.